# Juan Carlos Rodríguez Clavijo
Juan Carlos Rodríguez Clavijo (1963, Vacas, Bolivia), es un cantante, músico, compositor y folclorista.

## Biografía
Nació el 22 de diciembre de 1963, en la población de Vacas, Departamento de Cochabamba, Bolivia.
Fue integrante de diferentes grupos folclóricos como: Inkallajta, Siembra (fue fundador de este grupo con canciones como Por amor, Niña Bolivia) y Kjarkas entre otros. Desde el año 2001 es guitarrista del grupo Proyección. Artista de la música folclórica de Bolivia que ha aportado con sus composiciones mientras formaba parte de los grupos musicales citados. Sus composiciones también han sido grabadas por artistas de otros géneros como «Mi candor» grabada por el Grupo Tequila de Cochabamba.      

## Producción
Entre sus composiciones destacan los temas musicales como «Mi candor», «Martina», «Niña Bolivia», POR AMOR, EL FAMOSO RICHI, DE CORAZON A CORAZON, TRABAJO CARAJO.